# Cissampelos pareira
Cissampelos pareira es una especie fanerógama perteneciente a la familia Menispermaceae.

## Descripción
Es una planta trepadora, con tallos largos y delgados. Las hojas son aterciopeladas de tamaño mediano y redondeadas. Sus flores son pequeñas, verdosas y enredadas como resortes. Tiene los frutos, pequeños de color rojo.

## Distribución
Planta originaria de los trópicos de América y Asia que habita en climas cálido, semicálido y templado desde el nivel del mar hasta los 2600 metros. Es silvestre y crece a orillas de ríos, arroyos y riachuelos, asociada a vegetación perturbada en bosques tropicales caducifolios, subcaducifolios, subperennifolios y perennifolios, así como en matorral xerófilo y bosque mesófilo de montaña. Se encuentra en Bolivia, Argentina, Brasil, Colombia, Caribe y Angola.

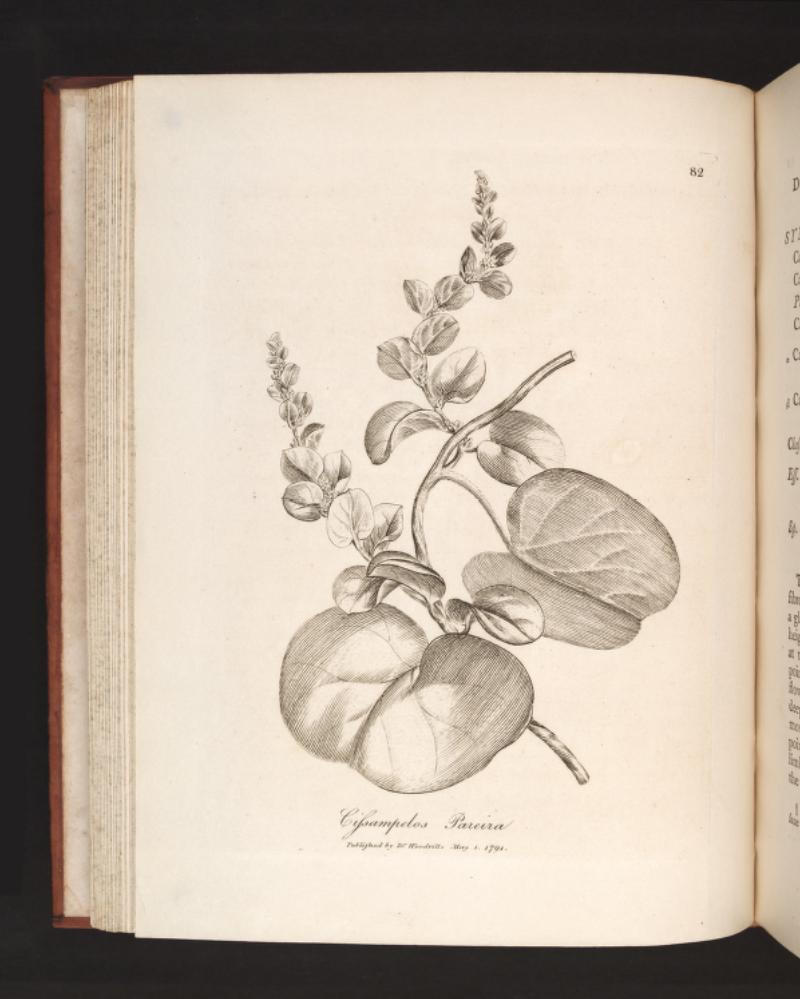

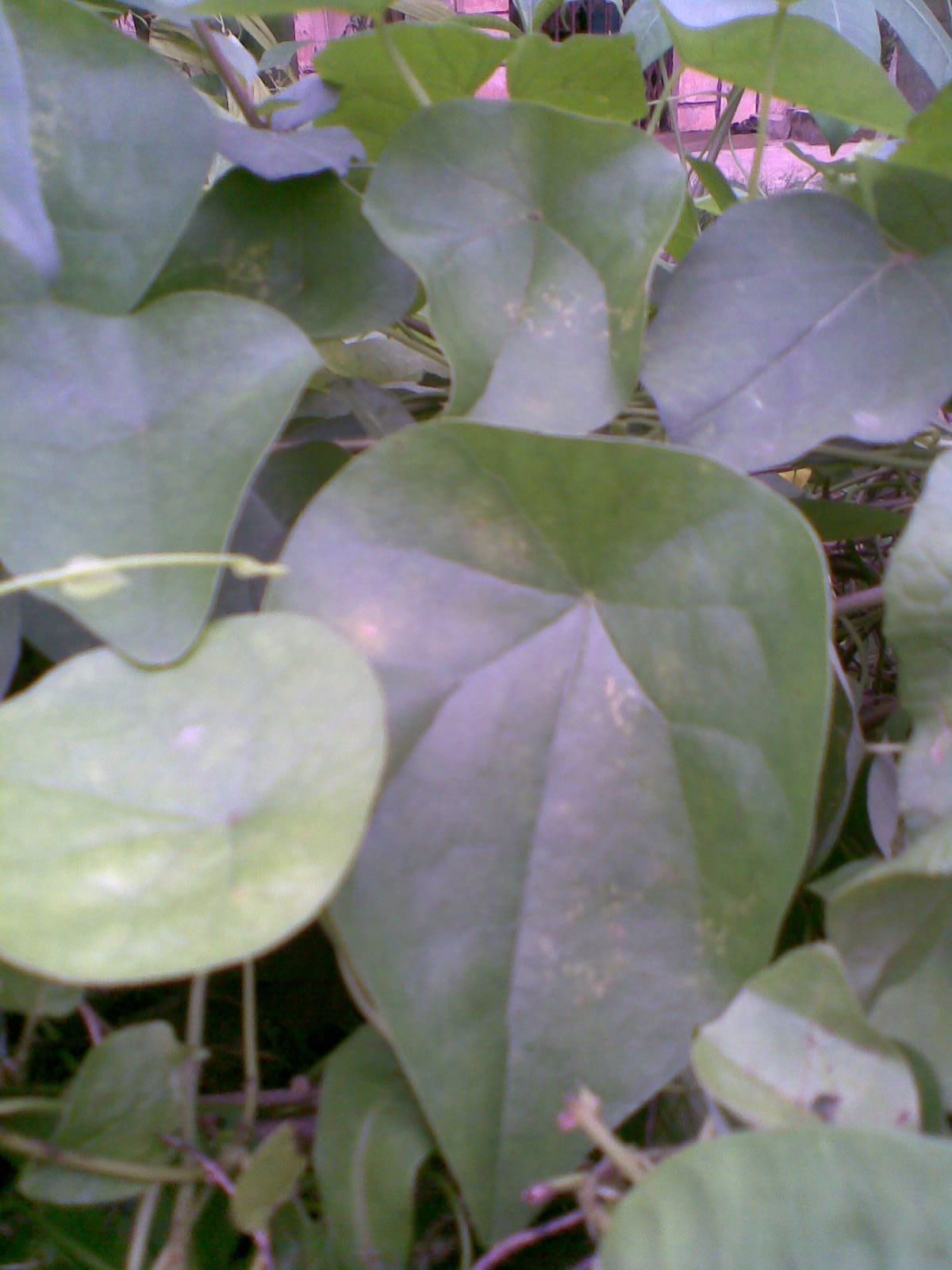
Detalle de las hojas

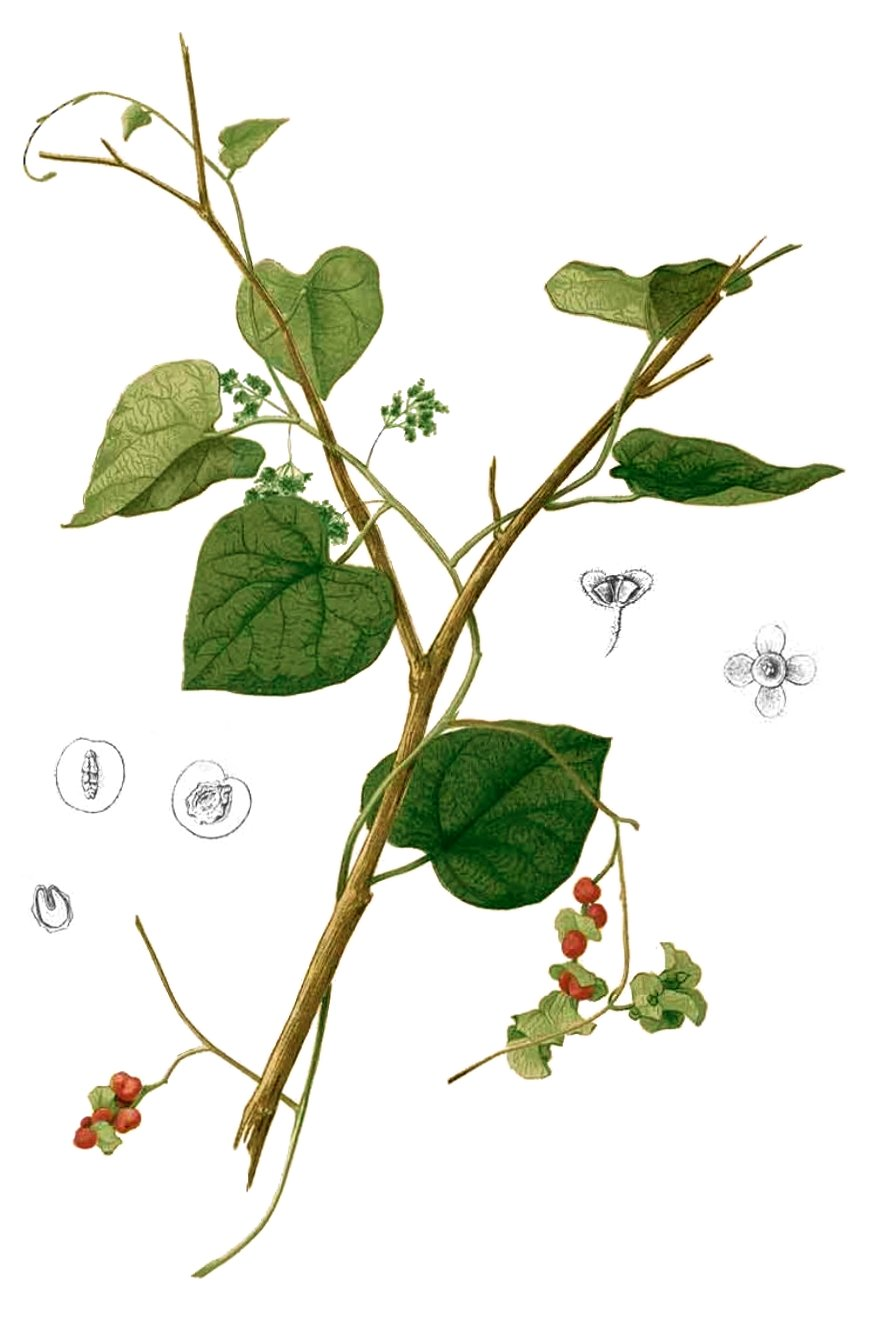
Ilustración

## Usos medicinales
Cissampelos pareira es una de las 50 hierbas fundamentales usadas en la medicina tradicional china donde se le llama en chino xí shēng téng (锡生藤) or (亞乎奴). La especie también es conocida como  abuta y llamada  laghu patha en Medicina Ayurveda.
De la planta de alcotan se utiliza la raíz, la hoja, corteza. Se conoce también, popularmente, en Guatemala, como: curarina, cuxbá, cuxoguí, guaco, ixcatú-can, oreja de ratón, tamagás.
La decocción de raíz se usa oralmente contra la mordedura de culebra y otros animales venenosos, diabetes, ictericia, reumatismo, gonorrea, ayuda al parto y previene abortos; taquicardia, afecciones gastrointestinales (diarrea, disentería, gastralgia,(del griego gaster, estómago, y algos, dolor). Sinónimo: cardialgia; gastrodinia. Dolor vivo, exacerbante, localizado por el paciente en el epigastrio  (inapetencia, parasitismo), y respiratorias (asma, resfrios).
Tópicamente se usa para afecciones de la piel (erupciones, crisipela). La infusión se usa para tratar afecciones renales (cálculos, cistitis, leucorrea, hidropesía). La tintura se usa para combatir fiebre y malaria.

## Taxonomía
Cissampelos pareira fue descrita por Carlos Linneo y publicado en Species Plantarum 2: 1031–1032. 1753.
Sinonimia:
| - Cissampelos acuminata Benth. - Cissampelos argentea Kunth - Cissampelos auriculata Miers - Cissampelos australis Saint-Hilaire - Cissampelos benthamiana Miers - Cissampelos boivinii Baill. - Cissampelos bojeriana Miers - Cissampelos caapeba L. - Cissampelos caapeba Roxb. - Cissampelos canescens Miq. - Cissampelos cocculus Poir. - Cissampelos consociata Miers - Cissampelos convolvulacea Willd. - Cissampelos cordata Ruiz ex J.F.Macbr. - Cissampelos cordifolia Bojer - Cissampelos cumingiana Turcz. - Cissampelos delicatula Miers - Cissampelos diffusa Miers - Cissampelos discolor Miers - Cissampelos discolor var. cardiophylla A.Gray - Cissampelos diversa Miers - Cissampelos elata Miers - Cissampelos ellenbeckii Diels - Cissampelos eriocarpa Triana & Planch. - Cissampelos glaucescens Triana & Planch. - Cissampelos gracilis Saint-Hilaire - Cissampelos grallatoria Miers - Cissampelos guayaquilensis Kunth - Cissampelos haenkeana C.Presl - Cissampelos hederacea Miers | - Cissampelos hernandifolia Wall. - Cissampelos heterophylla DC. - Cissampelos hirsuta Buch.-Ham. ex DC. - Cissampelos hirsutissima C. Presl - Cissampelos kohautiana C. Presl - Cissampelos limbata Miers - Cissampelos littoralis Saint-Hilaire - Cissampelos longipes Miers - Cissampelos madagascariensis (Baker) Diels - Cissampelos mauritiana Thouars - Cissampelos microcarpa DC. - Cissampelos monoica A.St.-Hil. - Cissampelos nephrophylla Bojer - Cissampelos obtecta Wall. - Cissampelos orbiculata DC. - Cissampelos orinocensis Kunth - Cissampelos pannosa Turcz. - Cissampelos piolanei Gagnep. - Cissampelos salzmanni Turcz. - Cissampelos subpeltata Thwaites ex Miers - Cissampelos subreniformis Triana & Planch. - Cissampelos tamoides Willd. ex DC. - Cissampelos testudinum Miers - Cissampelos tetrandra Roxb. - Cissampelos tomentocarpa Rusby - Cissampelos tomentosa DC. - Cissampelos violifolia Rusby - Cocculus orbiculatus (L.) DC. - Cocculus villosus Wall. - Dissopetalum mauritianum (Thouars) Miers |

## Fitoquímica
Contiene alcaloides tipo rufescina.

## Nombre común
- alcotán, bejuquito, curalina, hierba de la víbora, hierba del ojo, hoja de capulincillo, huaco, huaco bianco, huaco redondo, quinita, trepadora;[7]
- butua de México, pareira brava de Cuba, sansao de Filipinas, yerba ratón de Caracas.[8]